# Истоминская (Сямженский район)
Истоминская — деревня в Сямженском районе Вологодской области.
Входит в состав Устьрецкого сельского поселения, с точки зрения административно-территориального деления — в Устьрецкий сельсовет.
Расстояние по автодороге до районного центра Сямжи — 28 км, до центра муниципального образования Усть-Реки — 7 км. Ближайшие населённые пункты — Ермаковская, Кочержиха, Речковская.
По переписи 2002 года население — 141 человек (68 мужчин, 73 женщины). Преобладающая национальность — русские (99 %).